# Muras
Muras è un comune spagnolo di 1 044 abitanti situato nella comunità autonoma della Galizia.